# Лонкопуэ
Лонкопуэ́ (исп. Loncopué) — город в Аргентине. Находится на западе провинции Неукен и является административным центром одноимённого департамента. Имеет статус второй категории местностей провинции.

## Название
Название города и департамента — лонкопуэ (исп. Loncopué), происходит от арауканского языка. Оно состоит из двух слов: лонко и пуэ. Первое значит касик, а второе значит сильная пассия. Можно перевести лонкопуэ как голова касика.

## История
В течение военной кампании «Завоевание пустыни» были основаны форты Уалкупэн, Лонкопуэ, Уаренчэнке и Рио-Агрио, в которых поселились первые жители будущей местности.
Лонкопуэ был основан в 20 октября 1915 года.

## География
Лонкопуэ находится в предандском бассейне, на берег реки Агрио, в около 300 километрах к западу от Неукена, на провинциальной магистрали 21. Ручьи, водопады и бассейны окружают поселок.

## Население
Изменение численности населения:
| Год  | Население |
| ---- | --------- |
| 1991 | 3.064     |
| 2001 | 4.266     |
| 2007 | 8.600     |

## Достопримечательности
Самая известная достопримечательность общины — кустарная ярмарка, которая проходит в конце недели[уточнить].